# 王玄邈
王玄邈（426年—497年），字彦远，南朝将领，王玄谟的从弟。

## 生平

### 南朝宋年间
最初为南朝宋骠骑行军参军、太子左积弩将军、射声校尉。宋明帝泰始初年，迁辅国将军、清河广川二郡太守、幽州刺史。
泰始二年（466年），江州刺史晋安王刘子勋亦称帝，青州刺史沈文秀支持刘子勋。王玄邈心向朝廷，担心被沈文秀掩袭，就拜见沈文秀请求屯军。沈文秀令他屯军城外。王玄邈于是立下营垒，到夜间率军南奔投靠明帝。天亮后，沈文秀追不上他。四月，王玄邈据盘阳城，与高阳、勃海二郡太守刘乘民、新任青州刺史明僧暠、平原、乐安二郡太守王玄默等一起进军攻打沈文秀治所东阳城，前后十余次都被沈文秀打败。王玄邈又和绥边将军房法寿攻打同样支持刘子勋的冀州刺史崔道固，以房法寿为司马，屡次打败崔道固的军队。明帝镇压刘子勋后，说服沈文秀、崔道固归顺，王玄邈也就不再讨伐他们了。明帝以王玄邈为持节、都督南青州、南青州刺史，仍为辅国将军。
南兖州刺史萧道成镇守淮阴，为明帝所疑，于是交通北魏，并派使者写信结交王玄邈。王玄邈长史房叔安以君臣之义劝他不回信，说他如果对皇帝有二心，青州将士宁死也不会追随他。王玄邈赞同，没有回信，并派房叔安出使京城建邺，告发萧道成。萧道成在路上抓住房叔安，索求王玄邈的表文。房叔安答：“我的主君的表文是上给天子的，不是上给将军的。而且我所言利于国家而不利将军，没有什么可以回答的。”刑狱参军荀伯玉劝萧道成杀之，萧道成说各为其主无可指责。王玄邈被罢免州刺史回京，萧道成在路上派人拦截，王玄邈表面上答应了他，其实严整军队强行通过，回京告诉明帝萧道成有异谋，萧道成却不记恨。
升明年间，萧道成大权在握，任骠骑将军，引王玄邈为骠骑司马、冠军将军、泰山太守，王玄邈很害怕，但萧道成待他如初。迁散骑常侍、骁骑将军，仍为冠军将军。升明三年（479年）三月，出为持节、都督梁南秦二州军事、征虏将军、西戎校尉、梁南秦二州刺史，与兄益州刺史、建宁太守王玄载同时为方伯，封河阳县侯。

### 南朝齐年间
同月，萧道成代宋称帝建立南齐，史称齐高帝。进王玄邈号右将军，封侯如前。
梁州刺史范柏年诱降的亡命徒李乌奴劝范柏年据治所汉中抗命不让王玄邈代任，范柏年还没决定，王玄邈已到，范柏年称病逗留在魏兴不肯离开，左卫率胡谐之说范柏年想据一州自立，于是高帝命嫡长孙南郡王萧长懋以任为府长史为名诱范柏年离开，十月，赐死范柏年。李乌奴随即在梁州作乱，攻陷白马戍。王玄邈率随自己上任的七八百人讨伐，不克，担心不能自保，就派人诈降，说：“王使君兵众羸弱，把伎妾丢在城内，携爱妾二人已离开数日了。”李乌奴喜，派轻兵袭击州城，被王玄邈设伏击破而逃入氐族地区。高帝闻之，说：“玄邈果不负吾意遇也。”白马戍主杨公则死守白马戍被俘，李乌奴厚待他要和他同谋大事，他假装答应，其实想杀李乌奴，事泄后单马逃回。王玄邈上表说了杨公则的事，高帝下诏褒奖了杨公则。王玄邈后被召回任为征虏将军、长沙王萧晃后军司马、南东海太守，迁都官尚书。
齐武帝即位，转右将军、豫章王萧嶷太尉司马，出为冠军将军、临川内史，秩中二千石，又召回为前军司徒司马、散骑常侍、太子右率。永明七年（489年）三月，为持节、都督兖州缘淮军事、平北将军、兖州刺史，未任，转大司马，加后将军。八年（490年），转太常，迁散骑常侍、右卫将军，十年（492年）正月出为持节、监徐州军事、平北将军、北徐州刺史。十一年（493年），建康莲华寺道人释法智与本州百姓周盘龙等作乱，四百人趁夜攻州城西门，登梯上城，射杀城局参军唐颍，杀入城内。军主耿虎、徐思庆、董文定等拒战到天亮，王玄邈率百余人登城便门，奋击，生擒释法智、周盘龙等并诛杀。王玄邈因罪被免官。
齐武帝遗诏称“军旅捍边之略，委王敬则、陈显达、王广之、王玄邈、沈文季、张瑰、薛渊等”。
萧昭业即位，授抚军将军，迁使持节、安西将军、历阳南谯二郡太守。萧昭文延兴元年（494年），加散骑常侍，八月转中护军。
九月，权臣骠骑大将军、录尚书事、扬州刺史、宣城郡公萧鸾派王玄邈去江州讨伐起兵的皇叔江州刺史晋安王萧子懋，王玄邈坚辞，萧鸾又派豫州刺史王广之去广陵杀皇叔南兖州刺史安陆王萧子敬，王玄邈不得已奉旨，与王广之同去讨灭萧子懋及杀害萧子敬，生擒萧子懋的防阁将军董僧慧，要杀他。董僧慧认罪，但说愿为主人死，不恨，希望等主人大敛后被处死。王玄邈感佩其义，答应了，告知萧鸾，于是董僧慧被发配东冶（掌工徒鼓铸之事的官署）。萧子懋的另一防阁将军陆超之自比田横门客，说要照顾晋安王的家属，故不肯逃亡，王玄邈等认为他有义，想将其囚拿还都，但陆超之端坐待命时，被贪图赏赐的周姓门生从背后斩杀，头坠而身不僵。王玄邈嘉其节，厚为殡敛。
萧鸾给王玄邈鼓吹，置僚佐。后萧鸾废黜萧昭文自己称帝，史称齐明帝。建武元年（494年）十月，迁王玄邈持节、都督南兖兖徐青冀五州军事、平北将军、南兖州刺史，转护军将军，加散骑常侍。以裴昭明为安北长史、广陵太守。二年（495年），北魏入侵徐、豫，左卫将军崔慧景假节出兵钟离，受王玄邈节度。四年（497年），王玄邈卒，赠安北将军、雍州刺史，谥壮侯。

## 评价
- 《南齐书》：
  - 史臣曰：玄载兄弟门从，世秉诚烈，不为道家所忌，斯今之耿氏也。
  - 赞曰：玄邈简朕，早背同归。[1]
- 《南史》：玄邈行己之度，有士君子之风乎。[6]